# 尤里乌斯医院
尤里乌斯医院基金会（Stiftung Juliusspital Würzburg）是维尔茨堡的一个基金会，包括尤里乌斯医院和尤里乌斯医院酒庄。

## 历史
尤里乌斯医院基金会由维尔茨堡主教尤里乌斯·埃希特·冯·梅斯普尔布伦创办于1576年。

## 医院
尤里乌斯医院由尤里乌斯·埃希特创办于1576年，占用了犹太公墓和废弃的海利根塔尔修道院。这里一直是一个慈善机构，但更著名的是其占地177公顷的弗兰肯葡萄酒产区，是德国第二大葡萄酒庄园和最大的个人德国葡萄酒种植者。尤里乌斯医院是德国酒庄协会的会员。其建筑也保持着高标准，2005年还添置了一台新的管风琴。

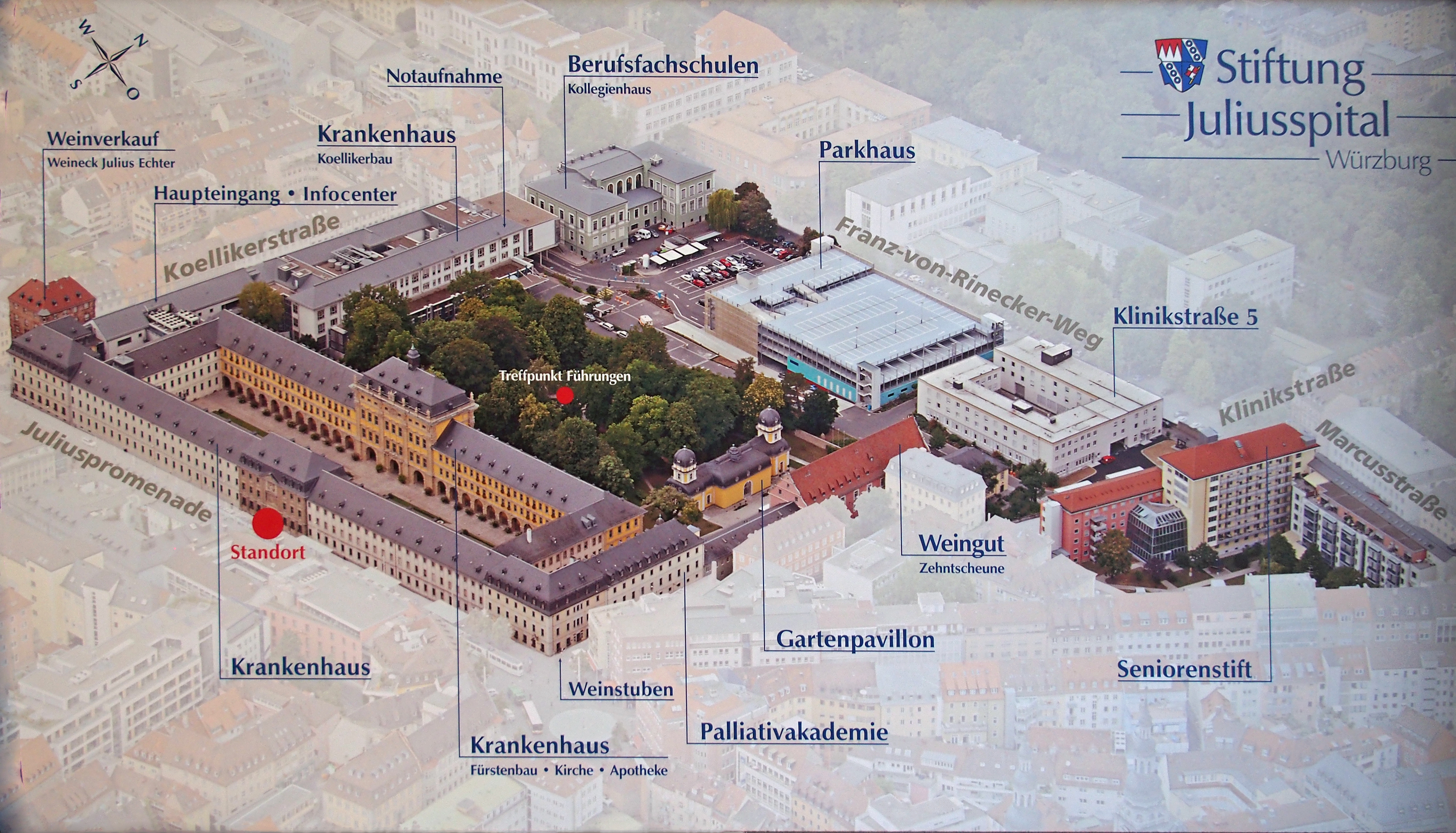
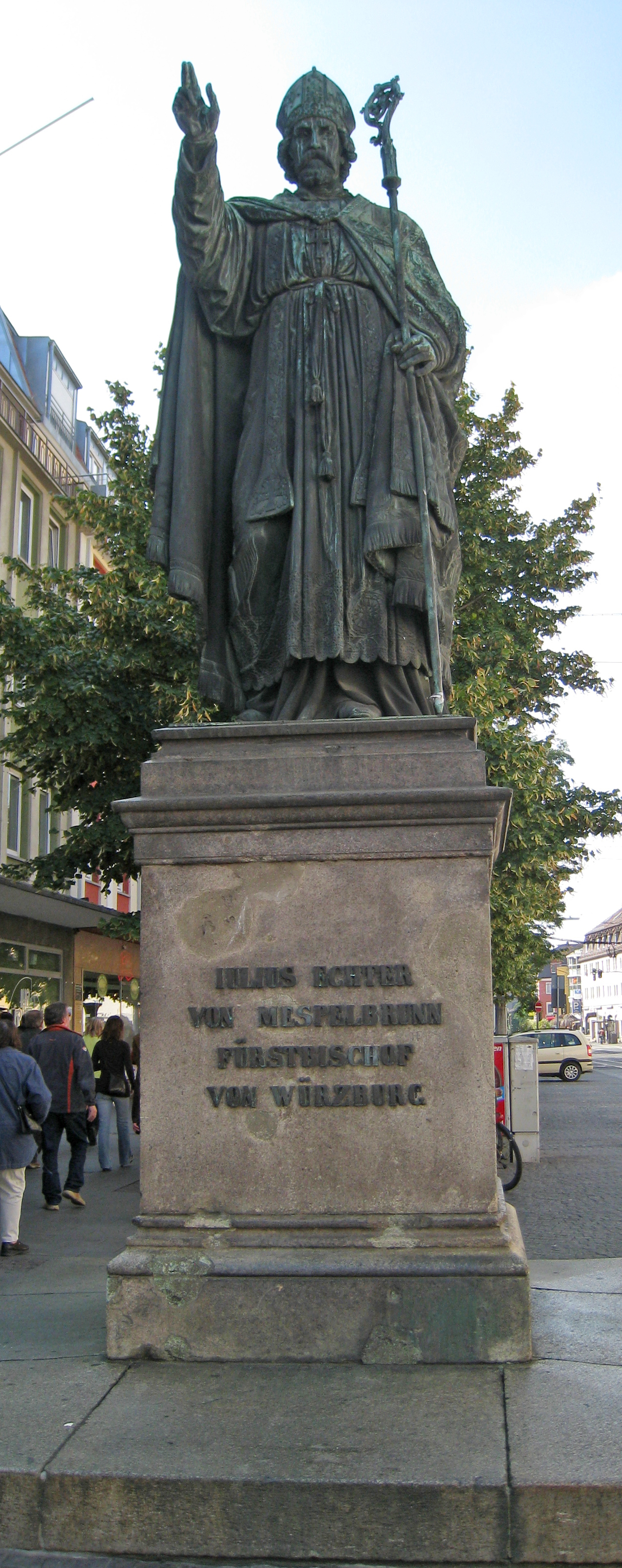
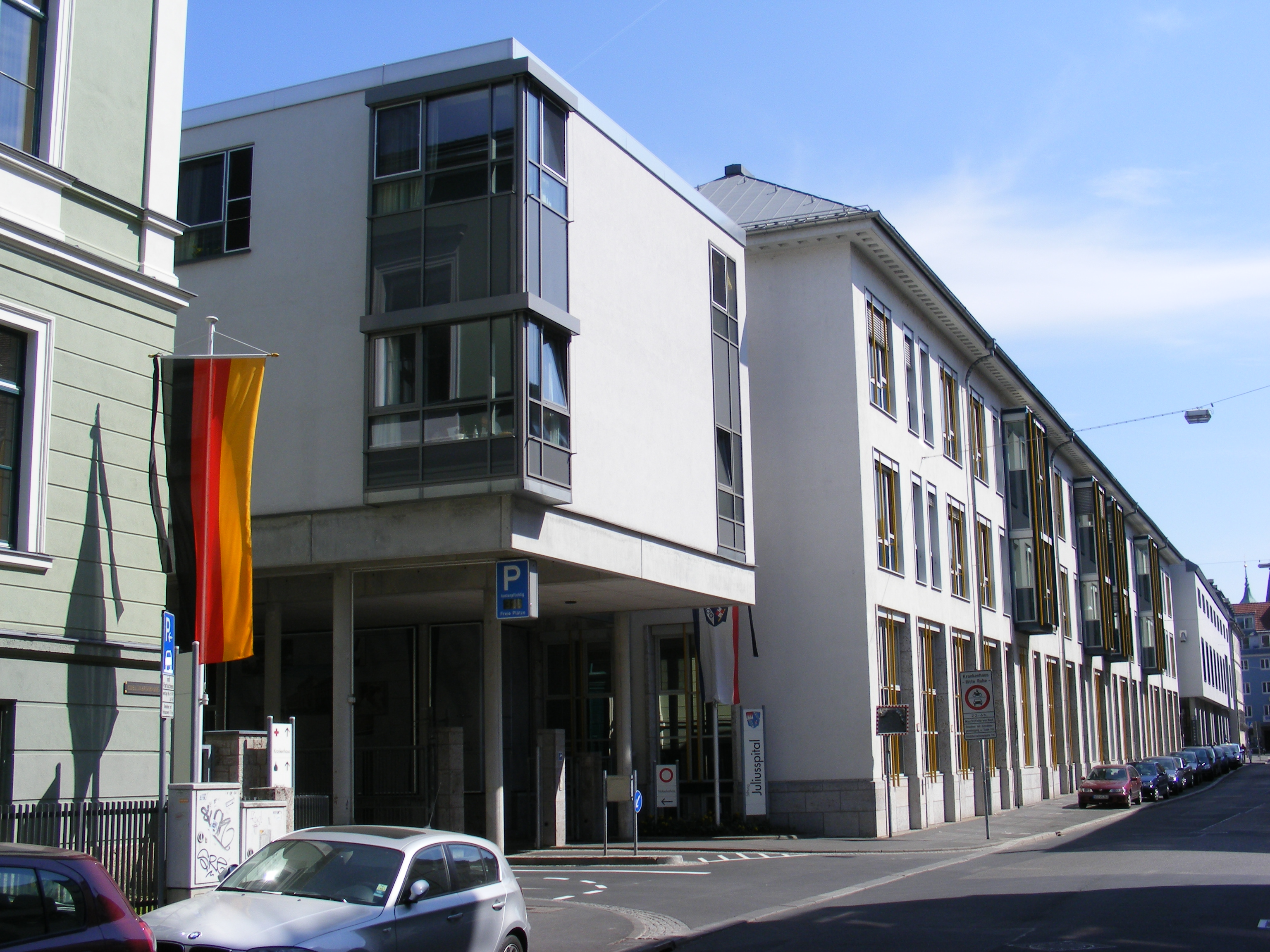
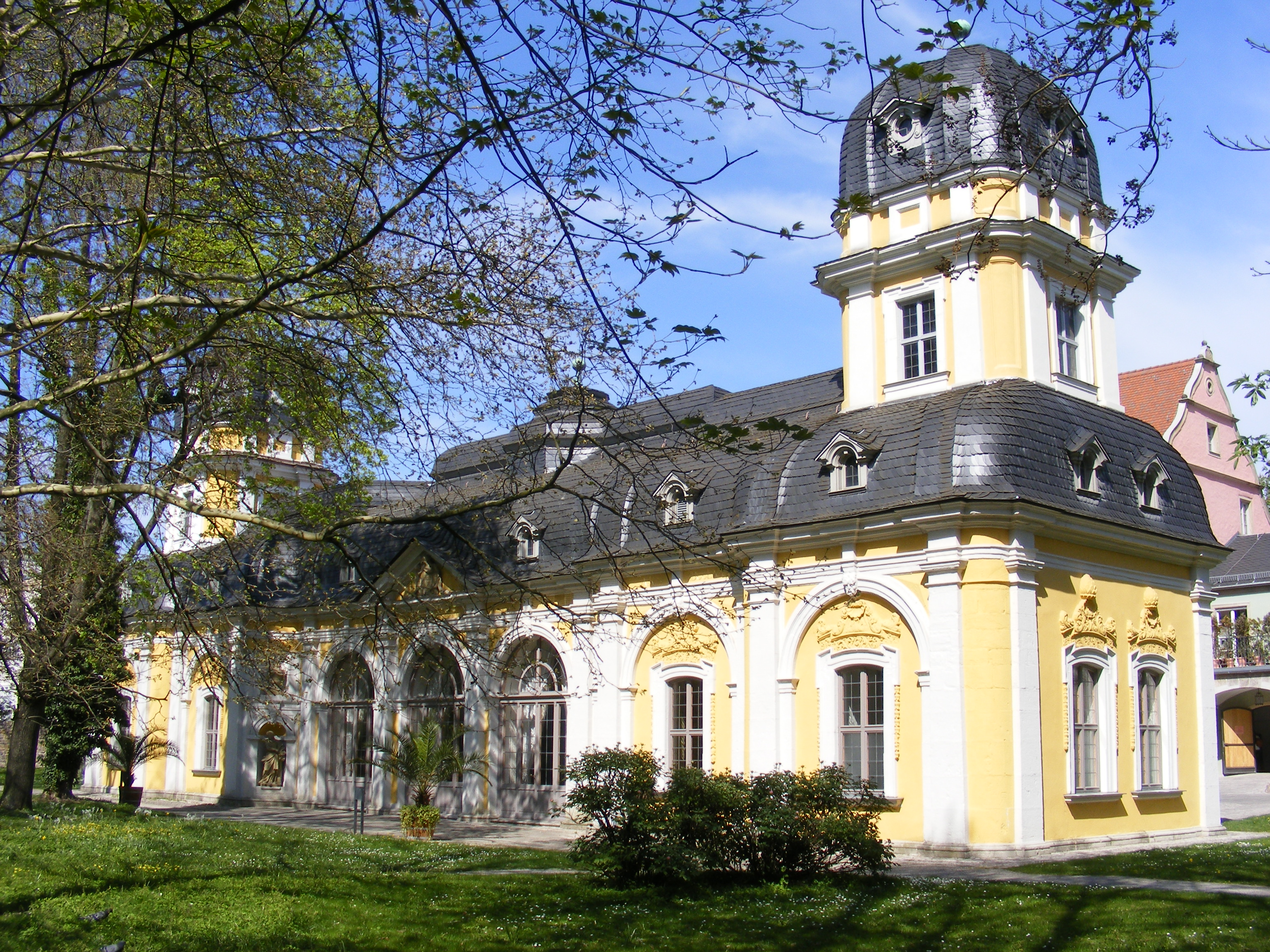
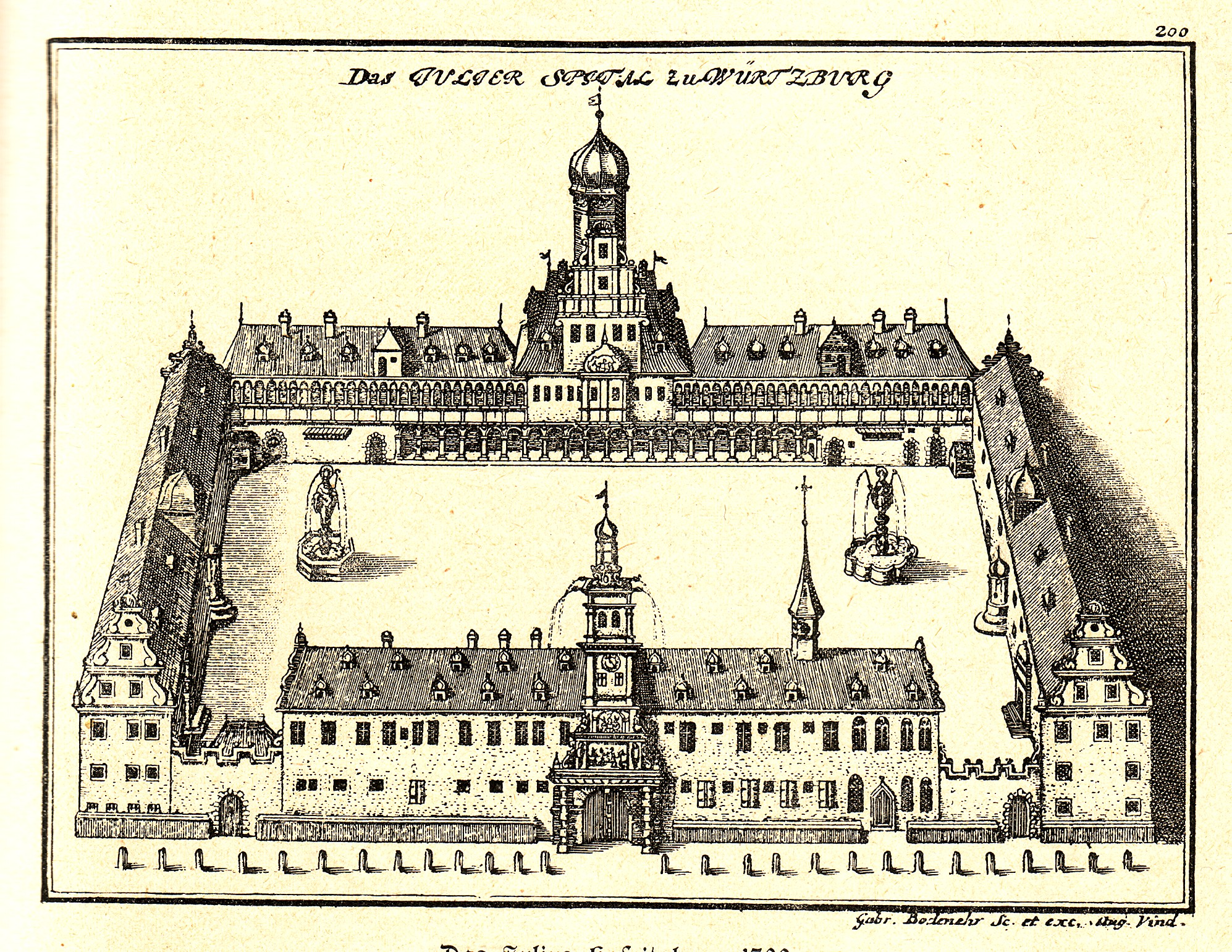
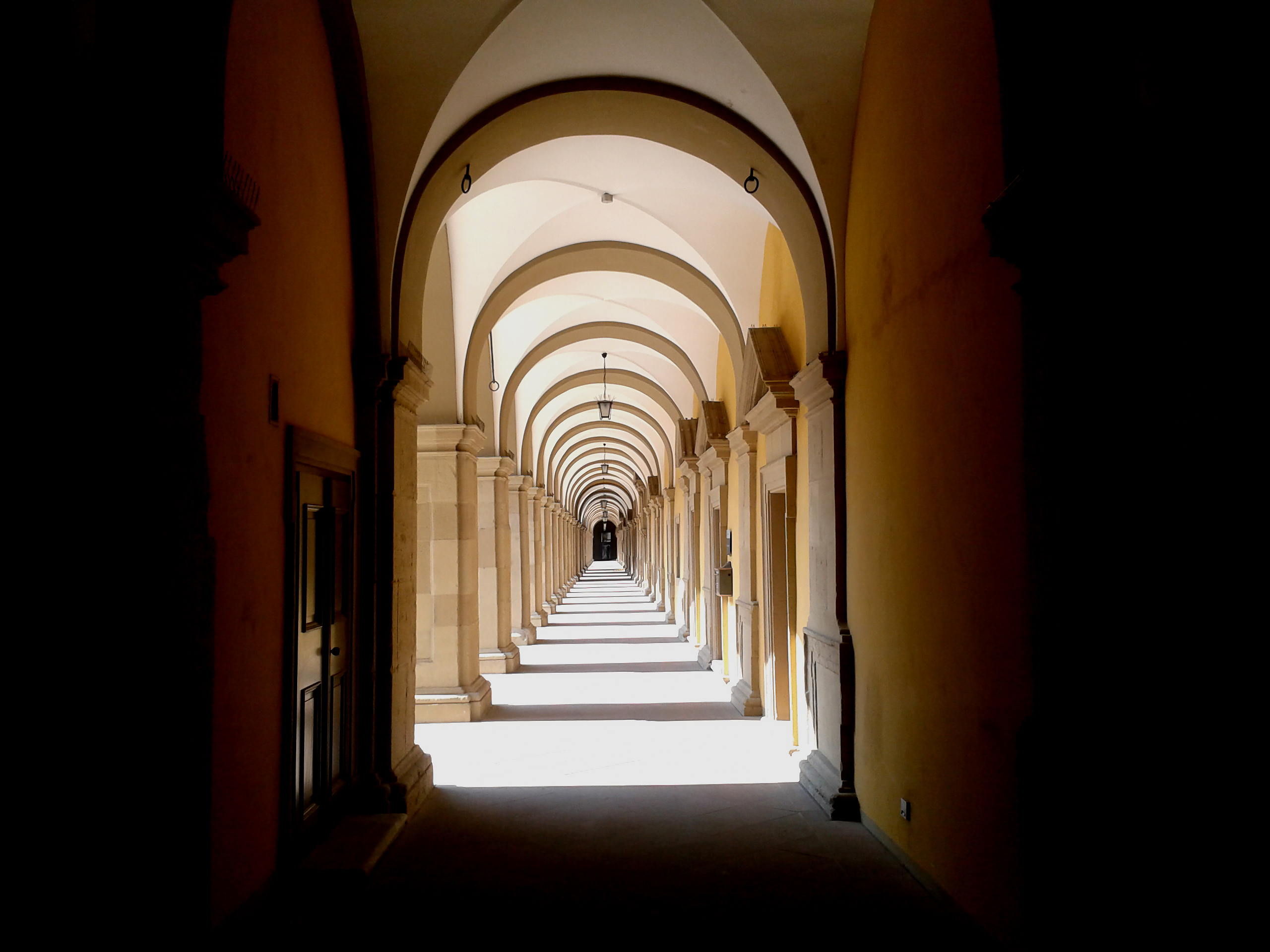
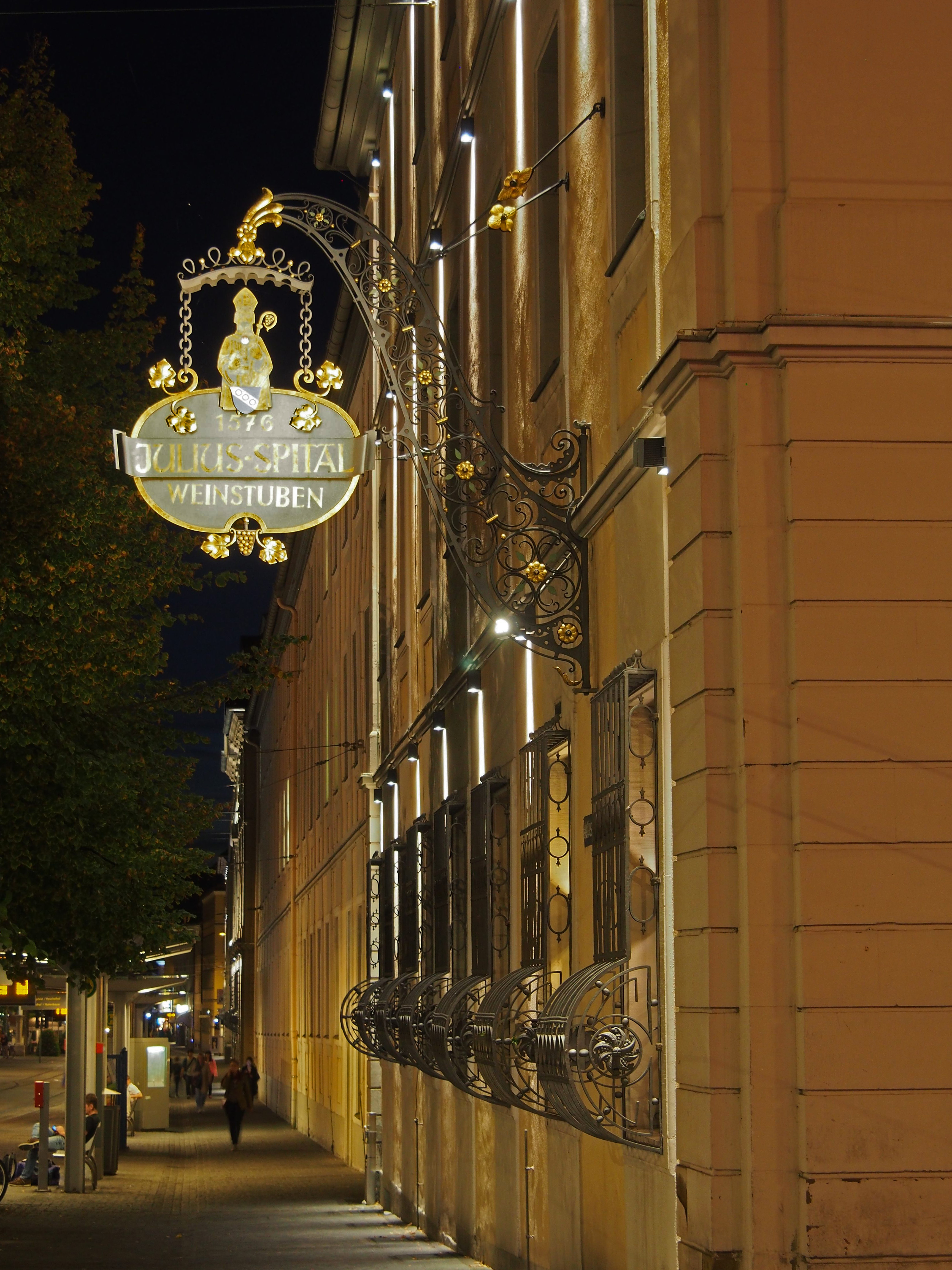
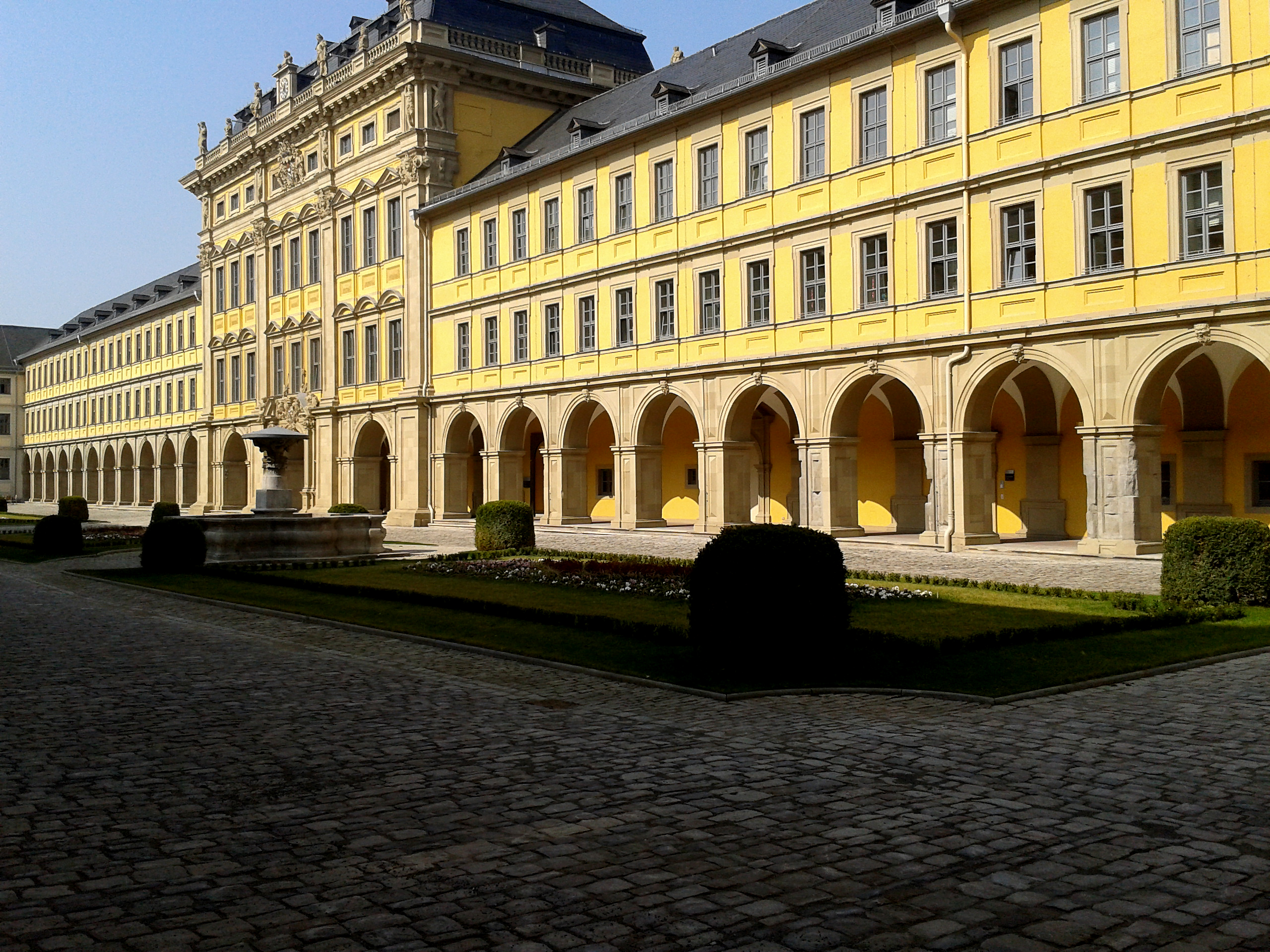
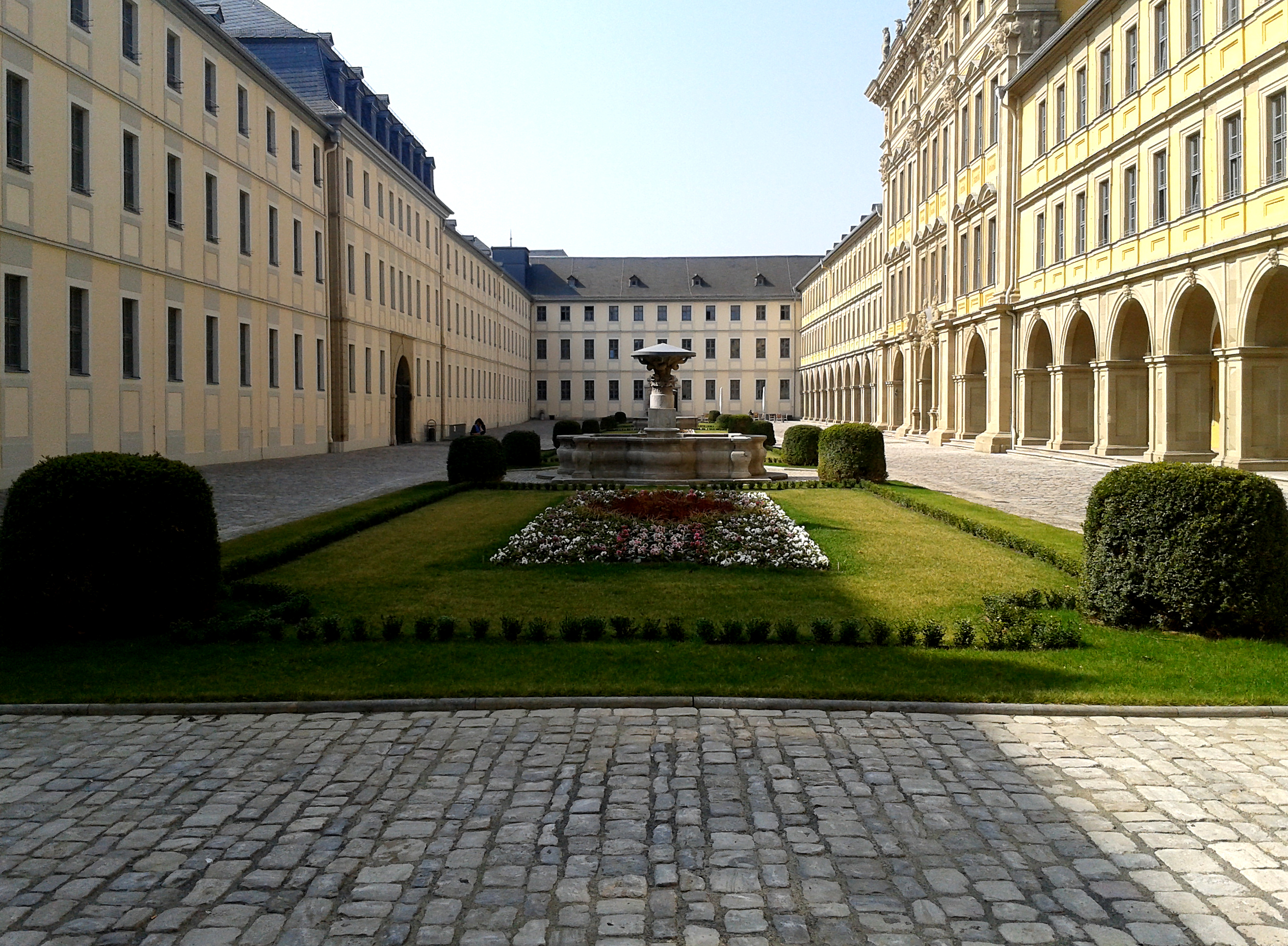